# Ро Сан Ре
Ро Сан Ре (кор. 노상래, нар. 15 грудня 1970, Кунсан) — південнокорейський футболіст, що грав на позиції нападника, зокрема за «Чоннам Дрегонс» та національну збірну Південної Кореї. По завершенні ігрової кар'єри — тренер.

## Клубна кар'єра
Грав у футбол на університетському рівні. Згодом виступав за напівпрофесійний «Г&К Банк».
1995 року уклав контракт з клубом «Чоннам Дрегонс», у складі якого провів наступні вісім років своєї кар'єри гравця. Більшість часу, проведеного у складі «Чоннам Дрегонс», був основним гравцем атакувальної ланки команди і досить регулряно відзначався забитими голами.
Завершив ігрову кар'єру у команді «Тегу», за яку виступав протягом 2003—2004 років.

## Виступи за збірну
1995 року дебютував в офіційних матчах у складі національної збірної Південної Кореї.
У складі збірної був учасником кубка Азії 1996 року в ОАЕ.
Загалом протягом кар'єри в національній команді, яка тривала 3 роки, провів у її формі 25 матчів, забивши 6 голів.

## Кар'єра тренера
Завершивши ігрову кар'єру, перейшов на тренерську роботу. Попрацювавши з декількома аматорськими командами, 2008 року повернувся до «Чоннам Дрегонс», обійнявши посаду тренера основної команди. Протягом 2015–2016 і згодом протягом частини 2017 року був головним тренером цієї команди.